# (36174) 1999 SW2
1999 SW2 (asteroide 36174) é um asteroide da cintura principal. Possui uma excentricidade de 0.09009700 e uma inclinação de 1.39488º.
Este asteroide foi descoberto no dia 23 de setembro de 1999 por Marek Wolf e Lenka Kotková em Ondřejov.